# Geoffrey Bellingham
Geoffrey Robert „Geoff“ Bellingham (* 3. März 1976) ist ein neuseeländischer Badmintonnationalspieler. Rebecca Bellingham ist seine Ehefrau.

## Karriere
Geoffrey Bellingham belegte 2005 bei den Australian Open sowohl im Herreneinzel als auch im Herrendoppel Platz zwei. Bei den Commonwealth Games 1998 gewann er Bronze mit dem neuseeländischen Männerteam, vier Jahre später Bronze mit dem gemischten Team seines Landes. 2002 und 2006 wurde er Ozeanienmeister, 1998, 2000 und 2002 gewann er die New Zealand Open.

## Sportliche Erfolge
| Saison | Veranstaltung          | Disziplin       | Platz | Name                                  |
| ------ | ---------------------- | --------------- | ----- | ------------------------------------- |
| 1997   | Auckland International | Herreneinzel    | 1     | Geoff Bellingham                      |
| 1997   | Auckland International | Herrendoppel    | 1     | Geoff Bellingham / Jarrod King        |
| 1998   | New Zealand Open       | Herreneinzel    | 1     | Geoff Bellingham                      |
| 1998   | Commonwealth Games     | Herrenteam      | 3     | Neuseeland                            |
| 1998   | Auckland International | Herreneinzel    | 3     | Geoffrey Bellingham                   |
| 1998   | Auckland International | Herrendoppel    | 3     | Geoff Bellingham / Jarrod King        |
| 1999   | Waikato International  | Herreneinzel    | 1     | Geoff Bellingham                      |
| 1999   | Auckland International | Herreneinzel    | 2     | Geoff Bellingham                      |
| 2000   | New Zealand Open       | Herreneinzel    | 1     | Geoff Bellingham                      |
| 2000   | Auckland International | Herreneinzel    | 1     | Geoff Bellingham                      |
| 2000   | Auckland International | Herrendoppel    | 1     | Geoff Bellingham / Chris Blair        |
| 2000   | Auckland International | Mixed           | 2     | Geoffrey Bellingham / Rhona Robertson |
| 2001   | Auckland International | Herreneinzel    | 1     | Geoff Bellingham                      |
| 2001   | Auckland International | Herrendoppel    | 3     | Geoff Bellingham / John Gordon        |
| 2002   | Commonwealth Games     | Gemischtes Team | 3     | Neuseeland                            |
| 2002   | Altona International   | Herreneinzel    | 1     | Geoffrey Bellingham                   |
| 2002   | Ozeanienmeisterschaft  | Herreneinzel    | 1     | Geoffrey Bellingham                   |
| 2002   | New Zealand Open       | Herreneinzel    | 1     | Geoff Bellingham                      |
| 2004   | Auckland International | Herreneinzel    | 3     | Geoffrey Bellingham                   |
| 2004   | Auckland International | Herrendoppel    | 2     | Geoffrey Bellingham / Craig Cooper    |
| 2005   | Australian Open        | Herreneinzel    | 2     | Geoff Bellingham                      |
| 2005   | Australian Open        | Herrendoppel    | 2     | Geoff Bellingham / Craig Cooper       |
| 2006   | Ozeanienmeisterschaft  | Herreneinzel    | 1     | Geoff Bellingham                      |